# زهرة الحواشي الغديرية
زهرة الحواشي الغديرية أو ورنيكة أو فيرونيكا أو قرة العين أو زهرة الحواشي المائية (باللاتينية: Veronica beccabunga) نوع نباتي يتبع جنس زهرة الحواشي من الفصيلة الحملية. كانت تصنف سابقًا ضمن الفصيلة الغدبية.
تعرف أيضا باسم كزبرة الثعلب المائية وهي نبتة مائية ذات جذر زاحف عنده فروع عند كل مفصل، وعندها ازهار صغيرة زرقاء.

## الموئل والانتشار
موطنها مناطق الوطن العربي المتوسطية وتركيا وكل أوروبا تقريبًا.
تنمو في الجداول الطافية، وعلى اطراف البرك، وعادة بقرب عشبة الحرف.

## الاستعمالات
1. تستعمل عادة زهرة الحواشي الغيدرية وعشبة الحرف مع بعضهما البعض في مشروبات الحمية مع اشياء أخرى لتطهير الجسم من الامزجة الفاسدة.[6]
2. وتنفع أيضا ضد مرض الحفر.[6]

### الاستعمالات الحديثة
1. يتقع اوراق الزهرة نقوعا، ويعطي جرعات بنسبة (56) ملل من ثلاث إلى اربع مرات في اليوم لتطهير الدم.[6]

## وقت التزهير
من أول الصيف حتى منتصفه

## الفوائد الطبية
1. تدر البول.[6]
2. تساعد في تفتيت الحصى.[6]
3. تدير الطمث.[6]
4. تسقط الاجنة.[6]
5. تبرأ الاورام إذا قليت الزبدة والخل ووضعتها على الاورام الحارة.[6]